# Артур, Роберт Алан
Роберт Алан Артур, иногда Боб Артур (англ. Robert Alan Aurthur; род. 10 июня 1922 г., Нью-Йорк, США — 20 ноября 1978 г., Нью-Йорк, США) — американский сценарист, кинорежиссёр, продюсер. В 1980 году был дважды номинирован на премию Оскар: за лучший сценарий к фильму «Весь этот джаз» и за лучший фильм, как продюсер этой картины (посмертно). В кино и театре часто сотрудничал с актёром и режиссёром Сидни Пуатье, затрагивая в постановках проблемы межрасовых отношений, а также с режиссёром и хореографом Бобом Фоссом, с которым его связывала многолетняя дружба.

## Биография
Роберт Алан Артур вырос в округе Нассо Нью-Йорка (на Лонг-Айленде). Когда началась Вторая мировая война, он записался в морскую пехоту, служил военным корреспондентом. Позже он напишет об этом книгу «Третья дивизия морской пехоты».
После войны учился в Пенсильванском университете, писал рассказы для журнала «New Yorker». В 1952 году создал сценарии для пяти эпизодов телевизионной комедии ситуаций «Мистер Пиперс». Артур работал также в таких сериалах, как «Театр Кэмпбелла», «Телевизионный театр Гудиер» и «Правосудие». Входил в состав так называемой «Большой четвёрки» телевизионных драматургов (трое других — Род Серлинг, Реджинальд Роуз, Пэдди Чаефски).

### Антирасистская проблематика в творчестве
В 1955 году Роберт Артур написал пьесу «A Man Is Ten Feet Tall» (рус. Человек ростом в десять футов), по которой был поставлен одноимённый телевизионный фильм, номинированный позже на премию Эмми. Там состоялся дебют Сидни Пуатье. Впервые афро-американский актёр сыграл на телевидении главную роль. Съёмкам предшествовал конфликт между Пуатье и юридическим отделом телекомпании NBC. Юристы предложили актёру подписать «осуждение» действий Поля Робсона, чернокожего певца, посещавшего с гастролями СССР и считавшегося в период маккартизма «нежелательным лицом». Тот отказался и от подобной расписки, и от контракта. Как вспоминал позже Пуатье, тогда Боб Артур запустил в действие колоссальные ресурсы влиятельных кинематографистов с тем, чтобы достичь компромисса между телесетью и актёром.  В результате Пуатье получил роль в телефильме «Человека ростом в десять футов» без необходимости подписания каких-либо отречений.
В 1956 году на основе этой своей пьесы драматург создал сценарий уже к полнометражному фильму «На окраине города», в котором также рассказывается о дружбе чернокожего бригадира с белым грузчиком. Режиссёр и актёрский состав были изменены, только Сидни Пуатье опять получил ту же главную роль. Еженедельник Variety отмечал, что фильм стал вехой в истории кино, потому что «показал чёрного человека полностью интегрированным первоклассным гражданином, а не "проблемой"».
Режиссёр американского независимого кино Джон Кассаветис в 1958 снял малобюджетный фильм «Тени» практически ручной любительской камерой. Фильм не понял и не принял почти никто. Тогда Кассаветис пригласил Роберта Артура, в соавторстве с которым переписал сценарий более чем на две трети. Он заново собрал необходимых актёров и съемочную группу. От половины до двух третей оригинального материала было заменено. Новая версия была показана 11 ноября 1959 года и имела оглушительный успех. Таким образом, Роберт Артур стал соавтором фильма «Тени» (1959), который явился поворотным моментом в истории независимого кино и открыл дорогу в кино целому поколению режиссёров.
Среди других известных работ Артура — спортивная драма «Grand Prix» (1966), получившая премию Оскар в трёх различных категориях.
Боб Артур выступил автором нескольких театральных постановок. Написал либретто к мюзиклу «Kwamina» (1961). Сюжет касался межрасовой любовной истории, был неоднозначно воспринят публикой, и спектакль закрылся после 32 представлений. Его пьеса «Carry Me Back to Morningside Heights» (рус. Верни меня обратно в Морнингсайд-Хайтс) в 1968  году была поставлена в John Golden Theatre выступившим в этот раз в качестве режиссёра Сидни Пуатье. В спектакле приняли участие молодые тогда актёры Луис Госсетт-младший, Дайан Лад, Сисели Тайсон. История и в этот раз развивалась вокруг межрасовых отношений и не была принята зрителями. Постановка закрылась на второй месяц после премьеры

### «Весь этот джаз»
В 1969 году Роберт Артур едет в Голливуд снимать криминальную драму «Потерянный человек». В картине он выступает и сценаристом, и режиссёром. В главной роли опять Сидни Пуатье, и опять автор исследует драму в отношениях темнокожего ветерана и белой работницы социальной службы. Там он познакомился с режиссёром и хореографом Бобом Фоссом, который работал тогда же над экранизацией мюзикла «Милая Чарити». Они снимали дома на берегу океана, в свободное время встречались семьями, общались, обменивались творческими планами. Эта встреча переросла в многолетнюю дружбу.
Пытаясь смонтировать психологическую драму «Ленни» и оттачивая хореографию «Чикаго», в 1974 году Боб Фосс перенес обширный сердечный приступ. Ему сделали операцию на открытом сердце. После выписки из больницы Фосс серьёзно  заинтересовался темой жизни и смерти. Обсуждая это Робертом Артуром, они договорились сделать экранизацию новеллы «Уход» американской романистки Хильмы Волитцер, в которой рассматривались схожие темы смерти. После завершения совместной работы над сценарием, Фосс решил не снимать по нему фильм, поскольку материал получился слишком удручающим. В основу нового сценария лёг личные переживания и опыт Фосса при создании «Ленни» и «Чикаго». в 1978 году проект был запущен, Боб Фосс выступил режиссёром и хореографом, Боб Артур — продюсером фильма.
Однако до премьеры он не дожил, драматург умер 20 ноября 1978 года  во время съёмок фильма «Весь этот джаз» от рака легких в возрасте 56 лет.

### Личная жизнь
Первый брак у Боба Артура состоялся с актрисой Беатрис (Би) Артур, с которой он познакомился ещё в военные годы. С 1943 по 1945 год она также служила в Женском резерве Корпуса морской пехоты США. В1947 году Роберт и Беатрис расстались.
Вторая супруга — Вирджиния Артур, у пары было четверо детей. Судьба одного из них — Джонатана Артура (1948–2004), действительно трагична. Он покончил жизнь самоубийством через восемь лет после того, как его собственный сын (внук Роберта и Вирджинии) также совершил суицид.
На момент смерти Роберт Алан Артур жил с Джейн Уэтерелл Артур, бывшем телепродюсере. Был ли брак зарегистрирован официально не сообщается. У них родилась дочь Кейт Артур, которая с 2019 года является редактором еженедельника Variety.

## Избранная фильмография
| Год       | Оригинальное название                | Название на русском языке | Роль                | Примечания                                                               |
| --------- | ------------------------------------ | ------------------------- | ------------------- | ------------------------------------------------------------------------ |
| 1955      | A Man Is Ten Feet Tall (TV)          | Человек ростом 10 футов   | сценарист           | Номинация на премию Эми                                                  |
| 1951-1955 | The Philco Television Playhouse (TV) | Телевизионный театр Филко | сценарист           | 8 'эпизодов                                                              |
| 1956      | Spring Reunion                       | Весеннее примерение       | сценарист           |                                                                          |
| 1957      | Edge of the City                     | На окраине города         | сценарист           |                                                                          |
| 1957      | Playhouse 90 (TV)                    | Театр 90                  | сценарист           | 2 эпизода                                                                |
| 1959      | Shadows                              | Тени                      | сценарист           | совместно с Джоном Кассаветисом                                          |
| 1964      | East Side/West Side (TV)             | Ист-Сайд/Вест-Сайд        | сценарист           | эпизод 17 «It's War, Man»                                                |
| 1966      | Grand Prix                           | Большой приз              | сценарист           |                                                                          |
| 1968      | For Love of Ivy                      | Ради любви к Айви         | сценарист           |                                                                          |
| 1969      | The Lost Man                         | Потерянный человек        | Сценарист, режиссёр |                                                                          |
| 1979      | All That Jazz                        | Весь этот джаз            | Сценарист, продюсер | Номинация на премию Оскар за лучший фильм и лучший оригинальный сценарий |